# Martín Soler Márquez
Martín Soler Márquez (Cuevas del Almanzora, 1962) es un biólogo y político español del PSOE.
Licenciado en Biología y Máster en Educación y Gestión Ambiental, Soler es funcionario del Cuerpo Superior Facultativo de la Junta de Andalucía y padre de tres hijos.

## Actividad política
En la administración andaluza fue delegado provincial de Medio Ambiente en Almería entre 1994 y 1998. Fue primer teniente de alcalde del Ayuntamiento de Almería entre 1999 y 2001.
Fue parlamentario andaluz desde 2000 hasta 2012. Además fue senador en representación de la Comunidad Autónoma de Andalucía entre 2000 y 2004, y posteriormente hasta 2008. Ha sido ponente de la Ley que regula la investigación en Andalucía con células madre e impulsor de numerosos proyectos vinculados al progreso de la provincia almeriense como el Parque de Innovación y Tecnología de Almería, el Centro Tecnológico Andaluz de la Piedra y el Centro Tecnológico Avanzado de Energías Renovables. Por último es defensor de la agricultura ecológica.
Entre 2008 y 2009 fue consejero de Agricultura y Pesca de la Junta de Andalucía.Tras su paso por este departamento recibió el encargo del presidente de la Junta de Andalucía, José Antonio Griñán, de dirigir la Consejería de Innovación, Ciencia y Empresa, que aun a las competencias referidas a industria del conocimiento, parques y espacios tecnológicos, telecomunicaciones y sociedad de la información, industria y desarrollo empresarial, energía y cultura emprendedora. Permaneció al frente de la Consejería de Innovación, Ciencia y Empresa hasta 2010.
El junio de 2010 dimitió como presidente del Parte de Innovación Tecnocientífico de Almería, donde fue sustituido por Antonio Ávila. Desde 1997 hasta 2008 fue secretario provincial del PSOE en Almería y posteriormente, presidente del mismo partido.